# Nordlig termitskvätta
Nordlig termitskvätta (Myrmecocichla aethiops) är en afrikansk fågel i familjen flugsnappare inom ordningen tättingar.

## Kännetecken

### Utseende
Nordlig termitskvätta är en medelstor (17-19 centimeter) satt skvätta med korta och rundade vingar, tvärt skuren stjärt, ganska långa ben och väldigt upprätt hållning. Adulta fågeln är nästan helt mörk eller sotbrun, på avstånd svart. På närmare håll syns något blekare spetsar på huvud och bröst. Endast i flykten syns breda vita handpennebaser på båda sidor av vingen. Ungfågeln är något blekare eller varmare brun än den vuxna fågeln.

### Läten
Nordliga termitskvättans läte beskrivs i engelsk litteratur som vassa och något raspiga "tsuui", medan sången är en mixning av visslingar och gutturala läten påminnande om rör- och kärrsångare.

## Utbredning och systematik
Nordlig termitskvätta delas in i tre underarter med följande utbredning:
- Myrmecocichla aethiops aethiops – Senegal och Gambia till Tchad, norra Nigeria och norra Kamerun
- Myrmecocichla aethiops sudanensis – västra Sudan, i regionerna Darfur och Kordofan
- Myrmecocichla aethiops cryptoleuca – höglandet i norra Kenya till norra Tanzania

### Familjetillhörighet
Termitskvättorna ansågs fram tills nyligen liksom bland andra buskskvättor, stentrastar, rödstjärtar vara små trastar. DNA-studier visar dock att de är marklevande flugsnappare (Muscicapidae) och förs därför numera till den familjen.

## Levnadssätt
Fågeln påträffas i savann och områden med kort gräs, termitstackar och buskage. Den är en stannfågel, men kan röra på sig under regnperioden. Arten lever huvudsakligen av insekter, som malar, termiter, skalbaggar, myror, gräshoppor och insektslarver, men även spindlar, små däggdjur och tillfälligt frukt. Den häckar från juli till september i Västafrika, i Sudan juni till augusti.

## Status och hot
Arten har ett stort utbredningsområde och en stor population med stabil utveckling. Utifrån dessa kriterier kategoriserar IUCN arten som livskraftig (LC). Världspopulationen har inte uppskattats men den beskrivs som vanlig i rätt miljö mellan 1500 och 3000 meter över havet.